# Кастеларо (Парма)
Кастеларо је насеље у Италији у округу Парма, региону Емилија-Ромања.
Према процени из 2011. у насељу је живело 144 становника. Насеље се налази на надморској висини од 169 м.